# 叙利亚革命左翼潮流
叙利亚革命左翼潮流（阿拉伯语：‎）是叙利亚的一个托洛茨基主义组织。该组织成立于2011年10月，支持反对叙利亚政府的起义，主张在叙利亚建立一个“民主、公民和多元化的国家”，同时反对任何外国军事干预。该组织的秘书长是Ghayath Naisse。该党的总部位于希腊雅典。该组织是国际社会主义倾向的成员。